# Младотурецкая революция
Младотуре́цкая револю́ция (тур. Jön Türk Devrimi) — революция 1908 года в Османской империи, целью которой было свержение султана Абдул-Хамида II и восстановление конституции. Революцию возглавила младотурецкая организация «Единение и прогресс».

## Ход восстания
3 июля 1908 года в македонском городе Ресен произошло восстание под руководством майора Ахмеда Ниязи-бея. 6 июля восстание поднял Энвер-паша, а в последующие несколько дней восстало большинство турецких военных частей в Македонии. Их поддержали местные албанцы и македонцы. 23 июля восставшие вошли в Салоники и Битолу. В этих городах были собраны митинги, на которых революционеры в одностороннем порядке провозгласили восстановление конституции 1876 года. В итоге Абдул-Хамид II согласился восстановить конституцию и созвать парламент.
В 1909 году сторонники султана подняли мятеж, восстановив на короткое время его абсолютную власть. В ответ на это младотурки, бежавшие из Стамбула в Салоники, сформировали из верных им частей так называемую армию действия и мятеж был подавлен. 26 апреля столица была взята штурмом. 27 апреля Абдул-Хамид II был низложен, на престол возведён султан Мехмед V. Однако младотурецкое движение со временем теряло свою популярность, а после государственного переворота Энвер-паши 1913 года конституция утратила своё значение.